# Primera División (Argentinien) 1963
Die Primera División 1963 war die 33. Spielzeit der argentinischen Fußball-Liga Primera División. Begonnen hatte die Saison am 28. April 1963. Der letzte Spieltag war der 24. November 1963. Als Aufsteiger kam der CA Banfield aus der Primera B Nacional dazu. Der CA Independiente beendete die Saison als Meister und wurden damit Nachfolger der Boca Juniors. Man qualifizierte sich damit für die Copa Libertadores 1964, welche letztlich auch gewonnen wurde. In die Primera B Nacional musste diesmal niemand absteigen, da zur darauffolgenden Spielzeit eine Aufstockung der Liga um zwei Teams erfolgte.

## Abschlusstabelle
| Pl. | Verein                      | Sp. | S  | U  | N  | Tore    | Diff. | Punkte |
| --- | --------------------------- | --- | -- | -- | -- | ------- | ----- | ------ |
| 1.  | CA Independiente            | 26  | 14 | 9  | 3  | 053:250 | +28   | 37     |
| 2.  | River Plate                 | 26  | 13 | 9  | 4  | 048:230 | +25   | 35     |
| 3.  | Racing Club                 | 26  | 11 | 8  | 7  | 043:320 | +11   | 30     |
| 4.  | Boca Juniors (M)            | 26  | 12 | 6  | 8  | 030:290 | +1    | 30     |
| 5.  | Club Atlético Atlanta       | 26  | 12 | 4  | 10 | 035:370 | −2    | 28     |
| 6.  | CA Huracán                  | 26  | 8  | 11 | 7  | 036:310 | +5    | 27     |
| 7.  | CA Banfield (N)             | 26  | 7  | 11 | 8  | 036:270 | +9    | 25     |
| 8.  | CA San Lorenzo              | 26  | 9  | 7  | 10 | 037:460 | −9    | 25     |
| 9.  | Estudiantes de La Plata     | 26  | 9  | 6  | 11 | 037:430 | −6    | 24     |
| 10. | CA Rosario Central          | 26  | 6  | 10 | 10 | 034:430 | −9    | 22     |
| 11. | Argentinos Juniors          | 26  | 5  | 12 | 9  | 028:430 | −15   | 22     |
| 12. | Gimnasia y Esgrima La Plata | 26  | 7  | 7  | 12 | 033:410 | −8    | 21     |
| 13. | CA Vélez Sarsfield          | 26  | 5  | 10 | 11 | 032:440 | −12   | 20     |
| 14. | Chacarita Juniors           | 26  | 4  | 10 | 12 | 025:430 | −18   | 18     |

| (M) | Vorjahres-Meister                                    |
| (N) | Vorjahres-Aufsteiger aus der Primera B Nacional 1962 |

## Meistermannschaft
| CA Independiente | |
|                  | David Acevedo, Raúl Bernao, Raúl Decaría, Vicente de la Mata, Roberto Ferreiro, Beny Guagliardi, Jorge Maldonado, Osvaldo Mura, Rubén Marino Navarro, José Paflik, Pedro Prospitti, Mario Rodríguez, Tomás Rolán, Miguel Santoro, Raúl Armando Savoy, Luis Suárez, Jorge Vázquez Trainer: Osvaldo Brandão |

## Torschützenliste
| Pl. | Nat.        | Spieler           | Verein                  | Tore |
| --- | ----------- | ----------------- | ----------------------- | ---- |
| 1   | Argentinien | Luis Artime       | River Plate             | 25   |
| 2   | Argentinien | Pedro Prospitti   | Estudiantes de La Plata | 17   |
| 3   | Argentinien | Mario Rodríguez   | CA Independiente        | 16   |
| 3   | Argentinien | Julio San Lorenzo | Racing Club             | 16   |
| 5   | Argentinien | Ermindo Onega     | River Plate             | 13   |